# Malgobek

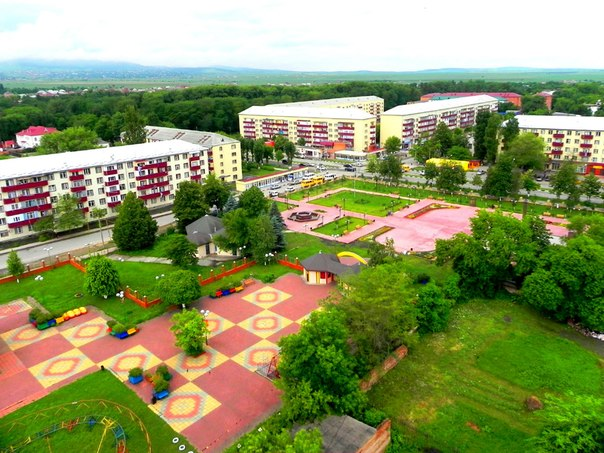

Malgobek (en russe : Малгобек ; en ingouche : МагIалбике) est une ville de la république d'Ingouchie, en Russie. Sa population s'élevait à 33 426 habitants en 2013.

## Géographie
Malgobek se trouve sur la bordure septentrionale du Grand Caucase, à 40 km au nord de la capitale, Magas.

## Histoire
Malgobek a été fondée en 1935 en tant que cité ouvrière pour la mise en valeur de gisements de pétrole. Auparavant, existaient à cet emplacement les villages tchétchènes de Malgobek-Balka et Tchetchène-Balka. En 1939, elle accéda au statut de ville.
Pendant la Seconde Guerre mondiale, Malgobek fut occupée par les troupes allemandes dans le cadre de l'opération Edelweiss le 12 septembre 1942 et reprise par l'Armée rouge le 3 janvier 1943.
Au cours des années 1990, le nombre d'habitants de la ville a doublé en raison de l'afflux de réfugiés en provenance de Tchétchénie.

## Population
Recensements (*) ou estimations de la population
| 1939*  | 1959*  | 1970*  | 1979*  | 1989*  |
| ------ | ------ | ------ | ------ | ------ |
| 12 419 | 13 949 | 20 548 | 20 563 | 20 364 |

| 2002*  | 2010*  | 2011   | 2012   | 2013   |
| ------ | ------ | ------ | ------ | ------ |
| 41 876 | 31 018 | 31 241 | 32 515 | 33 426 |